# Undercover (serie televisiva 2011)
Undercover (ovvero Pod Prikritie pɔt pri'kritiɛ - traslitterato dal titolo originale in lingua bulgara Под Прикритие - traducibile in italiano con "sotto copertura") è una serie televisiva bulgara trasmessa per cinque stagioni tra il 2011 e il 2016 su BNT 1.
La serie racconta la storia di un agente di polizia sotto copertura, Martin Hristov (interpretato da Ivaylo Zahariev), infiltrato nell'organizzazione criminale di carattere mafioso guidata da Petar "Dzharo" Tudzharov, interpretato da Mihail Bilalov. Si ispira parzialmente al film del 2006 The Departed - Il bene e il male di Martin Scorsese.
In Italia la serie viene trasmessa in prima visione assoluta dal 3 settembre 2015 sul canale a pagamento Premium Action, che la ribattezza Undercover; in chiaro viene trasmessa dal 20 giugno 2016 su TOP Crime.

## Trama
Martin Hristov, un agente con un addestramento speciale, viene infiltrato sotto copertura nell'organizzazione della mafia bulgara guidata da Dzharo; la sua difficile missione si complica quando incontra la ragazza del capo, Sunny. Sempre sotto copertura, scala le gerarchie del mondo mafioso e diviene parte integrante di un mondo permeato di crimine, violenza e corruzione.

## Cast
- Ivaylo Zahariev: Martin Hristov, doppiato da Mattia Bressan
- Vladimir Penev: Detective, ispettore Emil Popov, doppiato da Mario Zucca
- Mihail Bilalov: Petar Tudzharov detto "Dzharo" (stagioni 1-4), doppiato da Giorgio Bonino
- Zahary Baharov: Ivo Andonov, doppiato da Claudio Moneta
- Marian Valev: Rosen Gatzov "Kukata", doppiato da Claudio Ridolfo
- Kiril Efremov: Tisho "Golemiya Bliznak", doppiato da Riccardo Lombardo
- Alexander Sano: Zdravko Kiselov "Kosuma" (stagioni 1-3), doppiato da Maurizio Merluzzo
- Ventsi Yankov: Niki - "Malkiya Bliznak" (stagioni 1-3), doppiato da Luigi Rosa
- Irena Miliankova: Silvia "Sunny" Veleva (stagioni 1-2), doppiata da Chiara Francese
- Milena Nikolova: Adriana (stagioni 1-4), doppiata da Gea Riva
- Plamen Manasiev: Ispettore Mihail Zarev
- Yosif Shamli: Ispettore Atanas Kirov, doppiato da Francesco Rizzi
- Lyuben Kunev: Ispettore Todor Todorov, doppiato da Marco Benedetti
- Snezhana Makaveeva: Zornitsa Popova (stagioni 1-4), doppiata da Francesca Bielli
- Liliya Maravilya: Margarita Popova
- Koyna Ruseva: Boyana Vasileva (stagioni 1-3), doppiata da Dania Cericola
- Tsvetana Maneva: Tsveta Andonova (stagioni 1-3)
- Hristo Mutafchiev: Aleksandar Mironov (stagioni 1-2), doppiato da Sergio Romanò
- Dejan Donkov: Vasil Nikolov (stagione 1), doppiato da Gianluca Iacono
- Petar 'Chocho' Popyordanov: Ispettore Momchil Neshev (stagioni 2-3)
- Teodora Duhovnikova: Elitsa Vladeva (stagioni 2-3)
- Mehmet Ulay: Faruk (stagioni 4-5)
- Yavor Baharov: Bardem/Mesut (stagione 4)
- Yoanna Temelkova: Niya Tudzharova (stagione 4-5)
- Boyko Krastanov: Erol Metin (stagioni 4-5)
- Hristo Petkov: Rony/Tafo (stagioni 1 e 5)
- Silviya Petkova: Yana Taneva (stagione 5)
- Anna, doppiata da Maddalena Vadacca
- Prof. Delev, doppiato da Luca Ghignone

## Episodi
| Stagione         | Episodi | Prima TV Bulgaria | Prima TV Italia |
| ---------------- | ------- | ----------------- | --------------- |
| Prima stagione   | 12      | 2011              | 2015            |
| Seconda stagione | 12      | 2011–2012         | 2015            |
| Terza stagione   | 12      | 2012-2013         | 2015-2016       |
| Quarta stagione  | 12      | 2014              | 2016            |
| Quinta stagione  | 12      | 2016              | inedita         |

## Accoglienza
La serie fu accolta favorevolmente sia dalla critica sia dal pubblico. Secondo il critico Emil Antonov di Avtora.com, la serie "offre agli spettatori un'atmosfera dinamica e tesa, personaggi interessanti per un poliziesco, attraenti per gran parte del pubblico locale. Nonostante che molte delle storie del nuovo cinema della Bulgaria ruotino attorno al periodo di transizione e sviluppo del mondo criminale bulgaro, Dimitar Mitovski cerca di spezzare questo tema conduttore: crea una storia che tocca le corde dei bulgari e è sufficientemente dinamica da distrarci dalle vite di tutti i giorni".
La serie ha ricevuto cinque candidature per i Golden Nymph Award al Festival della televisione di Monte Carlo del 2012: Sevda Shishmanova, Dimitar Mitovski e Ivan Doiko sono stati candidati nelle categorie miglior produttore europeo di una serie drammatica e miglior produttore internazionale di una serie drammatica; Mihail Bilalov e Zachary Baharov, nella categoria miglior attore in una serie drammatica; e Irena Miliankova, in quella per la miglior attrice in una serie drammatica. La serie ha inoltre vinto il premio Ombrello d'oro (The Golden Umbrella) alla miglior serie, oltre a ottenere i riconoscimenti per la miglior fotografia, per la miglior colonna sonora e come serie più popolare al MediaMixx International Festival del 2012, dedicato ai prodotti d'intrattenimento dell'Europa centrale e orientale
Tuttavia, ricevette anche critiche per le scene di violenza a sfondo sessuale e con uso di droghe, nonché per l'uso di linguaggio molto scurrile. Durante la quarta stagione, dunque, la presidente di BNT, Vera Ankova, minacciò di sospendere il finanziamento della produzione; inoltre, furono proposte multe per i contenuti ritenuti inadatti alla trasmissione in prima serata. Non furono poi inflitte multe, ma la serie fu spostata in seconda serata.